# Trois Vœux pour Cendrillon
Pour plus de détails, voir Fiche technique et Distribution.
Trois Vœux pour Cendrillon (en norvégien : Tre nøtter til Askepott) est film de conte de fées norvégien réalisé par Cecilie Mosli et sorti en 2021.
Il s'agit d'une adaptation du conte Tři oříšky pro Popelku de Božena Němcová. Les scénaristes se sont également inspirés du film de 1973 Trois Noisettes pour Cendrillon.

## Synopsis
Cendrillon est une jeune femme déterminée, indépendante et archère accomplie. Elle vit avec sa marâtre et la fille de cette dernière, Dora, dans un domaine isolé du Nord. Traitée en domestique, elle ne connaît que les brimades et le labeur.
Jusqu'au jour où, au cours d'une promenade en forêt, elle rencontre un prince.

## Fiche technique
- Titre français : Trois Vœux pour Cendrillon
- Titre original norvégien : Tre nøtter til Askepott
- Titre anglophone : Three Wishes for Cinderella
- Réalisation : Cecilie Mosli
- Scénario : Karsten Fullu, Kamilla Krogsveen, Anna Bache-Wiig, Siv Rajendram d'après le conte de Božena Němcová et le scénario de František Pavlíček
- Photographie : Trond Tønder
- Montage : Perry Eriksen, Jens Christian Fodstad
- Musique : Gaute Storaas
- Décors : Mindaugas Juodagalvis
- Costumes : Flore Vauville
- Maquillage : Asta Hafthorsdottir
- Production : Fredrick Howard, Petter Borgli
- Société de production : Storm Films
- Pays de production :  Norvège
- Langue originale : norvégien
- Format : Couleur • 2,39:1
- Durée : 87 minutes
- Genre : Aventure, fantastique et romance
- Dates de sortie :
  - Norvège : 12 novembre 2021
  - France : 16 février 2023 (sortie DVD)

## Distribution
- Cendrillon : Astrid Smeplass
- Le Prince : Cengiz Al

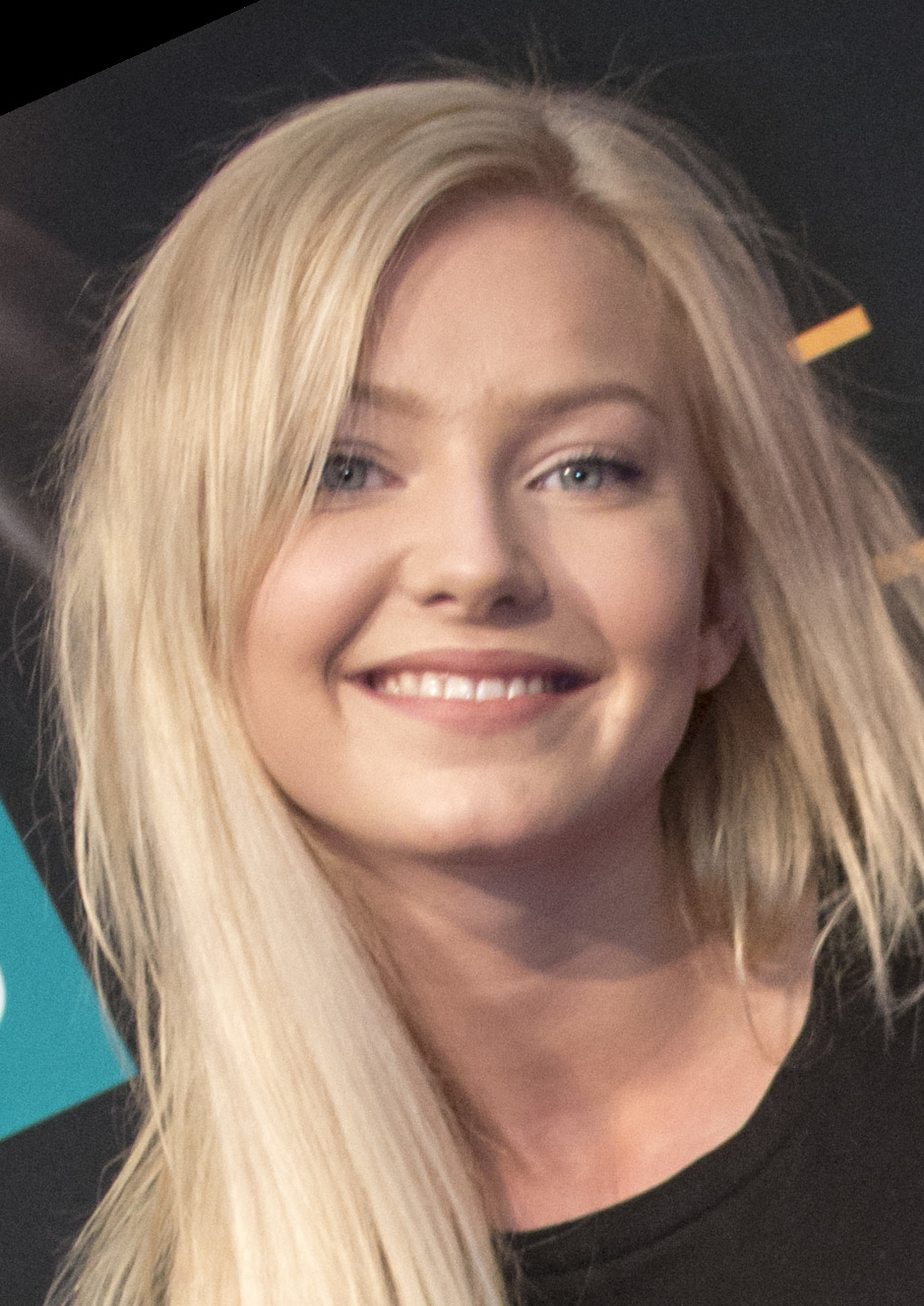
La chanteuse et actrice Astrid S incarne le rôle principal.

- La belle-mère : Ellen Dorrit Petersen
- Le Roi : Thorbjørn Harr
- La Reine : Nasrin Khusrawi
- Tuteur privé : Nils Jørgen Kaalstad
- Le serviteur : Kristofer Hivju
- Alfred : Bjørn Sundquist
- Baron de Snauser : Nader Khademi
- Rosa / La cuisinière : Anne Marit Jacobsen
- Le héraut : Jonis Josef
- La belle-sœur Dora : Ingrid Giæver
- Bendik : Sjur Vatne Brean
- Sami : Arthur Hakalahti
- Ola : Toivo Ty Terjesen

## Autour du film

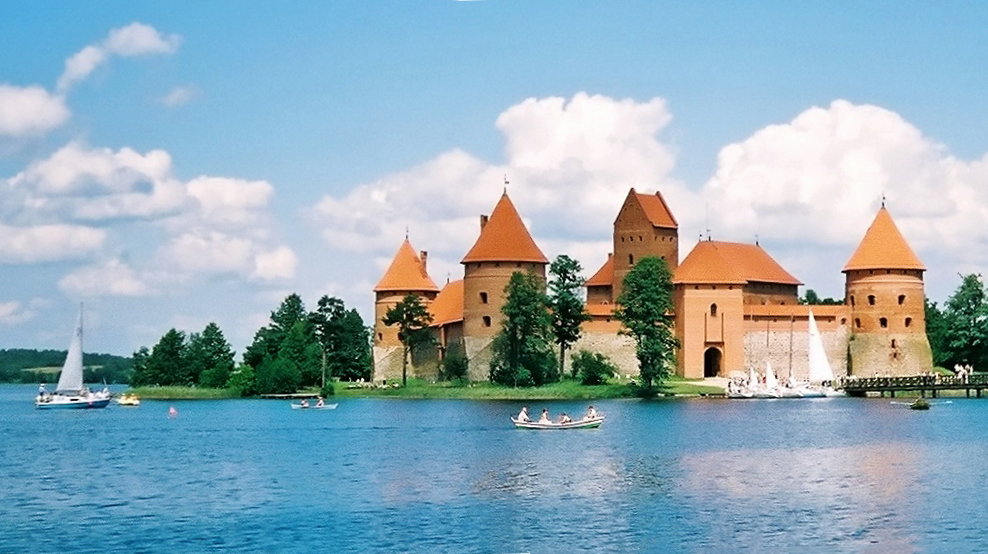
Le château de Trakai, résidence royale du film.

Le tournage s'est déroulé en Lituanie, en studio et au château médiéval de Trakai ; certaines scènes ont été réalisées à Maihaugen et Sjodalen, en Norvège,.
En 2021, Trois Vœux pour Cendrillon s'est imposé comme le second plus gros succès du box-office norvégien avec un peu plus de 570 000 billets vendus, devancé uniquement par le dernier James Bond, Mourir peut attendre. Fin 2021, le film rentre dans le top 10 des films les plus regardés par les norvégiens depuis 2003.
Trois Vœux pour Cendrillon a remporté deux récompenses à la cérémonie 2022 du Prix Amanda : meilleur film pour enfants et meilleurs costumes pour Flore Vauville. Il a également été nommé dans les catégories meilleur second rôle féminin pour Ellen Dorrit Petersen et meilleur maquillage pour Asta Hafthorsdottir.